# Cornegliano Laudense
Cornegliano Laudense (lombardul: Curnaiàn vagy Curnegliàn) település Olaszországban, Lombardia régióban, Lodi megyében. Lakosainak száma 2839 fő (2023. január 1.). Cornegliano Laudense Lodi, Lodi Vecchio, Massalengo, Pieve Fissiraga és San Martino in Strada községekkel határos.

## Népesség
A település lakossága az elmúlt években az alábbi módon változott:
| Lakosok száma | 2905 | 2920 | 2839 |
|               | 2017 | 2018 | 2023 |